# Handelsbalance
Handelsbalancen, undertiden også betegnet nettoeksportværdien, er den del af betalingsbalancens løbende poster, der viser differencen mellem import og eksport af varer og tjenesteydelser i et land. Hvis balancen er positiv, tales om et handelsoverskud, mens en negativ handelsbalance afføder et handelsunderskud. Handelsbalancen opgøres efter udenrigshandelsstatistikken.

## Afgrænsning af begreberne
Varehandelen er den største post på betalingsbalancens løbende poster. Tjenesteydelserne er opgjort i tre delkategorier: Søtransport, rejser og øvrige tjenester.

## Udviklingen i Danmark
Danmarks handelsbalance var negativ i næsten hele perioden 1945-1986, men har været positiv de fleste år siden 1987.
Den offentliggøres ofte i nettotal. 